# کینیچ آهائو

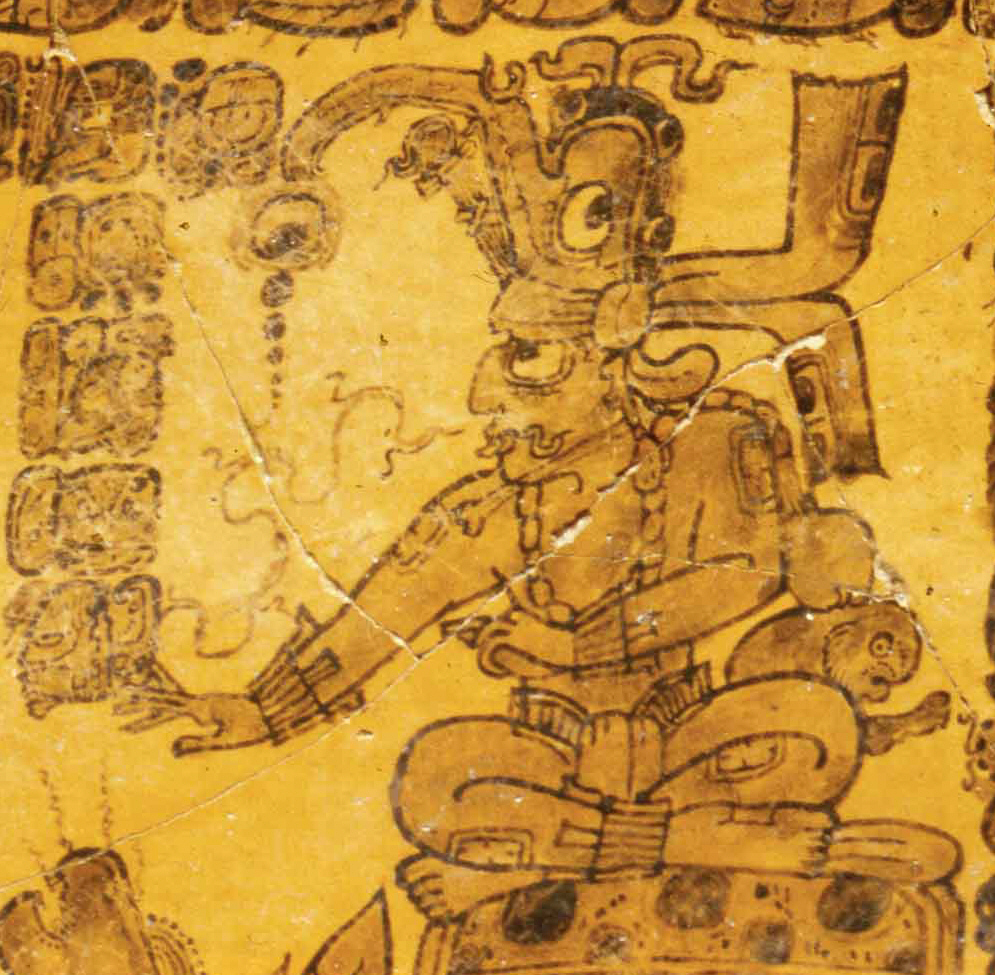
کینیچ آهائو در تصویری متعلق به عصر کلاسیک مایاها

کینیچ آهائو نام خدای خورشید در اساطیر قوم مایا که رقیب اصلی دیگر خدای مایایی هوناهپو یا خدای ناهید بود.